# Cahiers de prison
Les Cahiers de prison (Quaderni del carcere) constituent un recueil des textes et notes écrites par Antonio Gramsci, philosophe et membre fondateur du Parti communiste italien, de 1929 à 1935, durant sa période d'emprisonnement politique par le régime fasciste.
Ils furent publiés pour la première fois entre 1948 et 1951, selon un classement thématique, et eurent un impact majeur sur la politique, la culture, la philosophie et plus généralement les sciences sociales dans l'Italie de l'après-guerre. Les Cahiers de prison furent ensuite réédités en 1975 sous la direction de Valentino Gerratana, cette fois sous la forme d'une édition critique, et classés chronologiquement.
Les conditions d'écriture des Cahiers portèrent leur auteur à approfondir sa réflexion dans une solitude presque totale ; ils trouvent ainsi leur intérêt dans leur détachement de tout débat public. Gramsci considérait son travail d'écriture à la fois comme un exercice contre l'abrutissement de la vie carcérale et comme la possibilité d'exercer une fonction de théoricien sans avoir à subir de pression ou d'influence politique. Néanmoins, le cadre de rédaction difficile, en raison notamment de l'état de santé de Gramsci, et le caractère expressément inachevé de l'œuvre ne permettent pas d'en tirer un jugement définitif sur les positions de l'auteur.

## Thèmes des Cahiers de prison
Les thèmes majeurs des Cahiers peuvent être résumés ainsi :
- L'hégémonie, culturelle notamment, en tant que moyen permettant à une classe sociale de maintenir sa domination politique
- Le rôle des intellectuels, qui doivent contribuer à créer les conditions du passage d'une telle hégémonie au prolétariat
- La philosophie de Benedetto Croce, considérée à la fois comme source d'inspiration pour son historicisme et comme régression idéaliste par rapport au marxisme
- L'analyse de la période du Risorgimento, interprétée comme une révolution avortée par la faute des contradictions internes des différentes classes hégémoniques dans la conception et la gestion des transformations de l'Italie
- L'étude du folklore en tant qu'expression de la conception du monde des classes dominées, dotées d'une capacité propre de résistance critique et révolutionnaire face aux valeurs bourgeoises
- La question de l'Italie méridionale à travers le problème de l'organisation du prolétariat et de la nécessité d'élaborer une conscience de classe révolutionnaire chez les masses paysannes du Sud
- La critique littéraire et artistique, à la fois dans la distinction entre jugement esthétique et jugement socio-politique et dans une tentative de médiation entre les deux.

### Le problème de l'hégémonie
Dans les analyses de Gramsci dans les Cahiers de prison, qu'elles soient politiques, sociales, historiques, philosophiques, littéraires, ou culturelles de façon générale, le concept d'hégémonie est constamment présent, c'est-à-dire la façon dont une classe sociale (ou un ensemble de classes) parvient à exercer sa domination sur les autres, quelles formes celle-ci prend-elle, quels instruments utilise-t-elle, quelles sont ses éventuelles limites et comment parvient-elle à se perpétuer. Ce concept d'hégémonie est utilisé de façon plus spécifique à travers la question de la formation d'une hégémonie du prolétariat italien qui lui permette d'exercer une domination politique et idéologique sur le pays.
Dans La question méridionale, Gramsci écrit : « Le prolétariat peut devenir classe dirigeante et dominante dans la mesure où il réussit à créer un système d'alliance de classes qui lui permette de mobiliser la majorité de la population active  contre le capitalisme et l'État bourgeois ». La conquête d'une telle majorité implique que les forces sociales qui en sont l'expression dirigent la politique du pays en question et dominent les forces sociales qui s'opposent à elles. Comprendre les différents processus de formation de l'hégémonie à travers l'histoire et les pays signifie donc comprendre le développement de la société du pays et de l'époque en question et de déterminer les forces sociales qui y sont à l'œuvre. 
Gramsci effectue une distinction entre direction - hégémonie culturelle et morale - et domination - exercice de la force répressive - dans les termes suivants : « La suprématie d'un groupe social se manifeste de deux façons : comme domination et comme direction intellectuelle et morale. Un groupe social est dominateur vis-à-vis des groupes adversaires qu'il tend à éliminer ou à soumettre, y compris à l'aide de la force armée, et il est dirigeant vis-à-vis des groupes qui lui sont proches et alliés. Un groupe social peut et même doit être dirigeant avant même de conquérir le pouvoir gouvernemental (c'est une des conditions principales à cette conquête du pouvoir) ; ensuite, quand il exerce le pouvoir et même s'il le tient fermement entre ses mains, il devient dominateur, mais doit continuer à être dirigeant également ».
L'hégémonie peut être conquise, mais elle peut aussi être perdue : la crise de l'hégémonie se manifeste quand les classes sociales politiquement dominantes, bien que maintenant leur domination, ne réussissent plus à être dirigeantes de toutes les classes sociales, c'est-à-dire ne réussissent plus à résoudre les problèmes de l'ensemble de la collectivité et à imposer à l'ensemble de la société leur propre conception globale du monde. La classe sociale jusqu'alors subalterne, si elle réussit à indiquer des solutions concrètes aux problèmes laissés irrésolus par la classe dominante, devient alors dirigeante et, en élargissant sa conception du monde à d'autres couches sociales, crée un nouveau « bloc social » (une nouvelle alliance de forces sociales) et devient ainsi hégémonique. Un tel changement dans l'exercice de l'hégémonie représente un moment révolutionnaire qui, selon Gramsci, débute au niveau de la superstructure (au sens marxien de sphère politique, culturelle, idéelle et morale), avant d'investir la société dans sa totalité, notamment dans son infrastructure économique, et donc tout le « bloc historique », terme qui indique chez Gramsci l'ensemble formé par l'infrastructure et la superstructure, c'est-à-dire les rapports sociaux de production et leurs reflets idéologiques.

#### L'hégémonie dans l'histoire italienne
En analysant l'histoire italienne et le Risorgimento en particulier, Gramsci relève que l'action de la bourgeoisie aurait pu posséder un caractère révolutionnaire si celle-ci avait obtenu l'acquis des larges masses populaires (et notamment paysannes) qui constituaient la majorité de la population. La limite de la révolution bourgeoise en Italie consista en l'absence d'un parti jacobin meneur similaire à celui de la France, où les campagnes, en appuyant la Révolution, jouèrent un rôle décisif dans la défaite des forces de la réaction aristocratique.

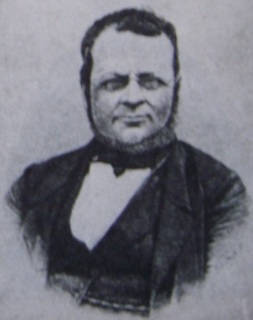
Camillo Cavour, personnage clé de l'unification italienne

Le parti politique italien le plus avancé de l'époque du Risorgimento fut le Parti d'action de Mazzini et Garibaldi, qui fut cependant incapable de poser le problème de l'alliance des forces bourgeoises progressives avec la classe paysanne : Garibaldi distribua bien les terres domaniales aux paysans en Sicile, mais « les mouvements insurrectionnels des paysans contre la noblesse terrienne furent complètement écrasés et la Garde nationale anti-paysanne créée ».
Pour remporter la victoire dans la lutte pour l'hégémonie contre les modérés guidés par Cavour, le Parti d'action aurait dû « se lier aux masses rurales, notamment méridionales, être jacobin non seulement pour la forme externe, pour le tempérament, mais surtout pour le contenu socio-économique : la liaison des diverses classes rurales, qui se réalisait en un bloc réactionnaire à travers les diverses couches intellectuelles légitimistes-cléricalistes, pouvait être dissoute, afin de donner lieu à une nouvelle formation libérale-nationale, uniquement en effectuant une double pression : sur les masses paysannes, en en acceptant les revendications de base [...] et sur les intellectuels des couches moyennes et inférieures ».
Inversement, les partisans de Cavour surent se mettre à la tête de la révolution bourgeoise, en absorbant aussi bien les radicaux qu'une partie de leurs propres adversaires. Cela s'explique par le fait que les modérés cavouriens eurent un rapport organique avec leurs intellectuels, qui étaient, comme leurs représentants politiques, des propriétaires terriens et des dirigeants industriels. Les masses populaires restèrent elles passives dans le compromis entre capitalistes du Nord et grands propriétaires fonciers du Sud.
Le Royaume de Piémont-Sardaigne occupa, dans le processus du Risorgimento, une fonction de classe dirigeante ; bien qu'il existât en Italie des couches de la classe dirigeante favorables à l'unification, « ces couches ne voulaient diriger personne, c'est-à-dire qu'elles ne voulaient pas accorder leurs intérêts et leurs aspirations avec les intérêts et les aspirations d'autres groupes. Elles voulaient dominer, pas diriger, et même plus : elles voulaient que leurs intérêts dominent, pas leurs membres, c'est-à-dire qu'elles voulaient qu'une force nouvelle, indépendante de tout compromis et de toute condition, devienne l'arbitre de la Nation ; cette force fut le Piémont, ce qui explique le rôle joué par la monarchie », comparable à celui d'un parti, « de personnel dirigeant d'un groupe social (et on parla en effet de parti piémontais) [...] ».
« Ce fait est de la plus haute importance pour la compréhension du concept de révolution passive, c'est-à-dire qu'un groupe social n'occupe pas la fonction de dirigeant d'autres groupes, mais qu'un État, bien que limité dans sa puissance, soit le dirigeant du groupe qui devrait lui être dirigeant, et puisse mettre à la disposition de ce dernier une armée et une force politico-diplomatique [...]. L'important est d'approfondir la signification d'une fonction du type Piémont dans les révolutions passives, c'est-à-dire le fait qu'un État se substitue aux groupes sociaux locaux dans la direction de la lutte pour le renouvellement. C'est un des cas dans lesquels on trouve une fonction de domination, mais pas de direction, de ces groupes : dictature sans hégémonie ». Pour Gramsci, le concept d'hégémonie se distingue donc de celui de dictature : cette dernière représente seulement une domination, tandis que la première est une capacité de direction.

#### Les classes subalternes
Le problème est maintenant de comprendre comment le prolétariat - ou n'importe quelle classe dominée et subalterne en général - peut réussir à devenir une classe dirigeante et à exercer le pouvoir politique, devenant ainsi une classe hégémonique.

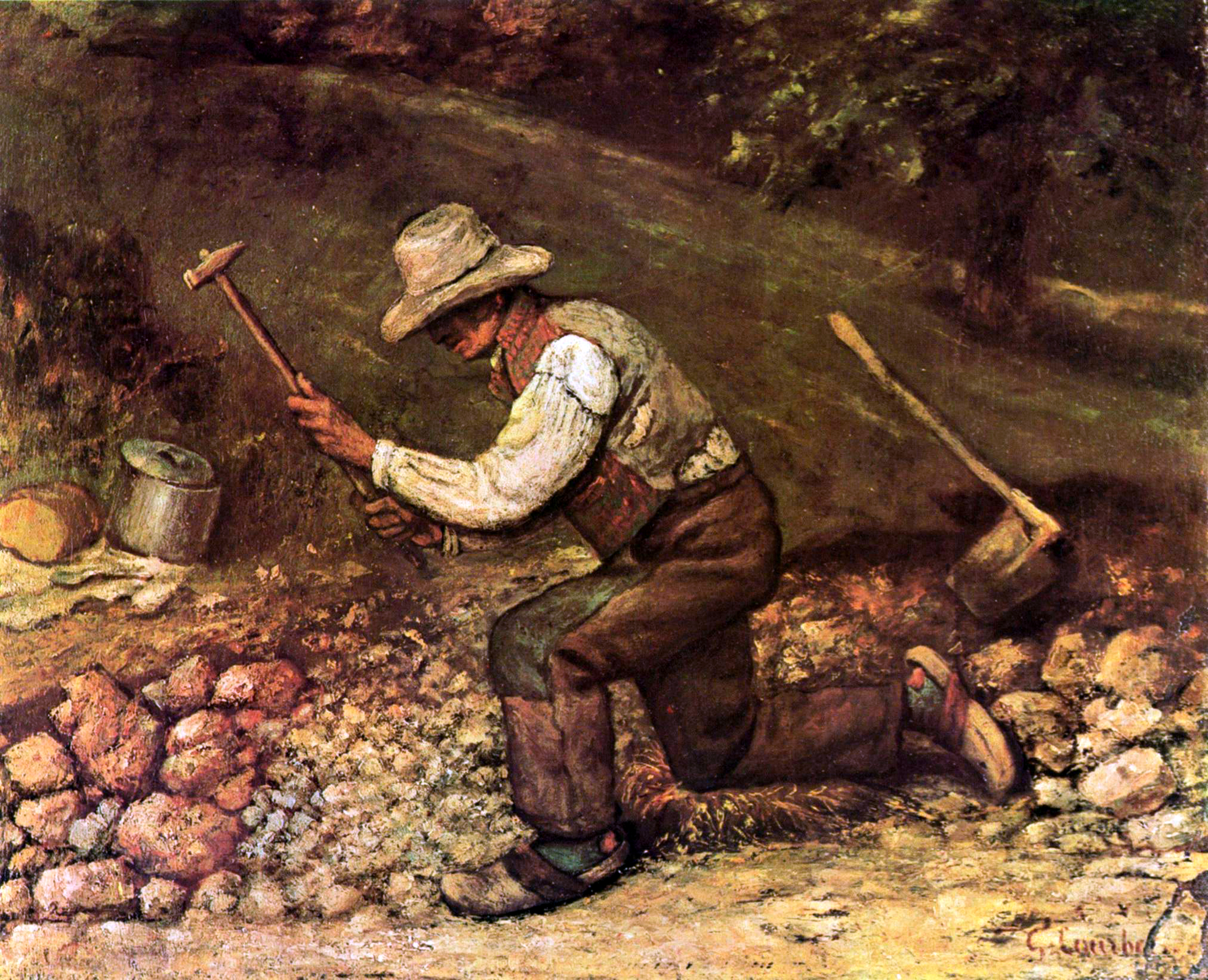
Gustave Courbet, Le Casseur de pierres

Les classes subalternes - sous-prolétariat, prolétariat urbain et rural et même une partie de la petite bourgeoisie - ne sont pas unifiées et ne le deviennent que lorsqu'elles « deviennent État », quand elles atteignent la direction de l'État ; sinon, elles accomplissent une fonction discontinue et désagrégée dans l'histoire de la société civile des différents États. Leur tendance à l'unification « est continuellement brisée par l'initiative des groupes dominants » dont ils « subissent toujours l'initiative, même lorsqu'ils se rebellent et se révoltent ».
L'exercice de l'hégémonie, comme dit, a lieu à travers l'unification d'un « bloc social », une alliance politique d'un ensemble de classes sociales diverses, formé, en Italie, par des industriels, des propriétaires terriens, des classes moyennes et une partie de la petite-bourgeoisie (et qui n'est donc pas homogène en soi, puisque traversé par des intérêts divergents) par le moyen d'une politique, d'une culture et d'une idéologie (ou d'un système d'idéologies) qui empêchent que les conflits d'intérêts, permanents même lorsqu'ils demeurent latents, explosent et provoquent, d'abord la crise de l'idéologie dominante, et ensuite en conséquence une crise politique du système de pouvoir tout entier.
En Italie, l'exercice de l'hégémonie des classes dominantes est et a été partial : on trouve parmi les forces qui contribuent à la conservation d'un tel bloc social l'Église catholique, qui se bat pour maintenir l'union doctrinale entre fidèles cultivés et fidèles incultes, entre les intellectuels et les simples, entre les dominants et les dominés, de façon à éviter entre eux des fractures irrémédiables, qui existent néanmoins et que l'Église n'est en réalité pas en mesure de combler, mais seulement de contrôler : « l'Église romaine a toujours été la plus tenace dans la lutte pour empêcher que deux religions se forment officiellement, celle des intellectuels et celle des âmes simples » ; une lutte qui, bien qu'ayant eu de graves conséquences, liées « au processus historique qui transforme toute la société civile et qui contient en bloc une critique corrosive des religions », a néanmoins mis en évidence « la capacité organisatrice du clergé dans la sphère culturelle » et qui a donné « certaines satisfactions aux exigences de la science et de la philosophie, mais avec un rythme si lent et méthodique que les mutations ne sont pas perçues par la masse des simples, alors qu'elles apparaissent "révolutionnaires" et démagogiques aux "intégristes" ».
La culture d'empreinte idéaliste, dominante à l'époque de Gramsci à travers les écoles philosophiques de Benedetto Croce et de Giovanni Gentile, n'a pas non plus « su créer une unité idéologique entre le bas et le haut, entre les simples et les intellectuels », au point que celle-ci, bien qu'ayant toujours considéré la religion comme une mythologie, n'a même pas « tenté de construire une conception susceptible de remplacer la religion dans l'éducation des enfants », et que ses pédagogues, bien qu'étant athées et ne pratiquant pas les rites confessionnels, « admettent l'enseignement de la religion en tant qu'elle est la philosophie de l'enfance de l'humanité, qui se renouvelle dans chaque enfance au sens non métaphorique ». La culture laïque dominante utilise donc également la religion à partir du moment où elle ne pose pas le problème de l'élévation des classes populaires au niveau des classes dominantes, mais, au contraire, entend les maintenir dans une position subalterne.

### La conscience de classe

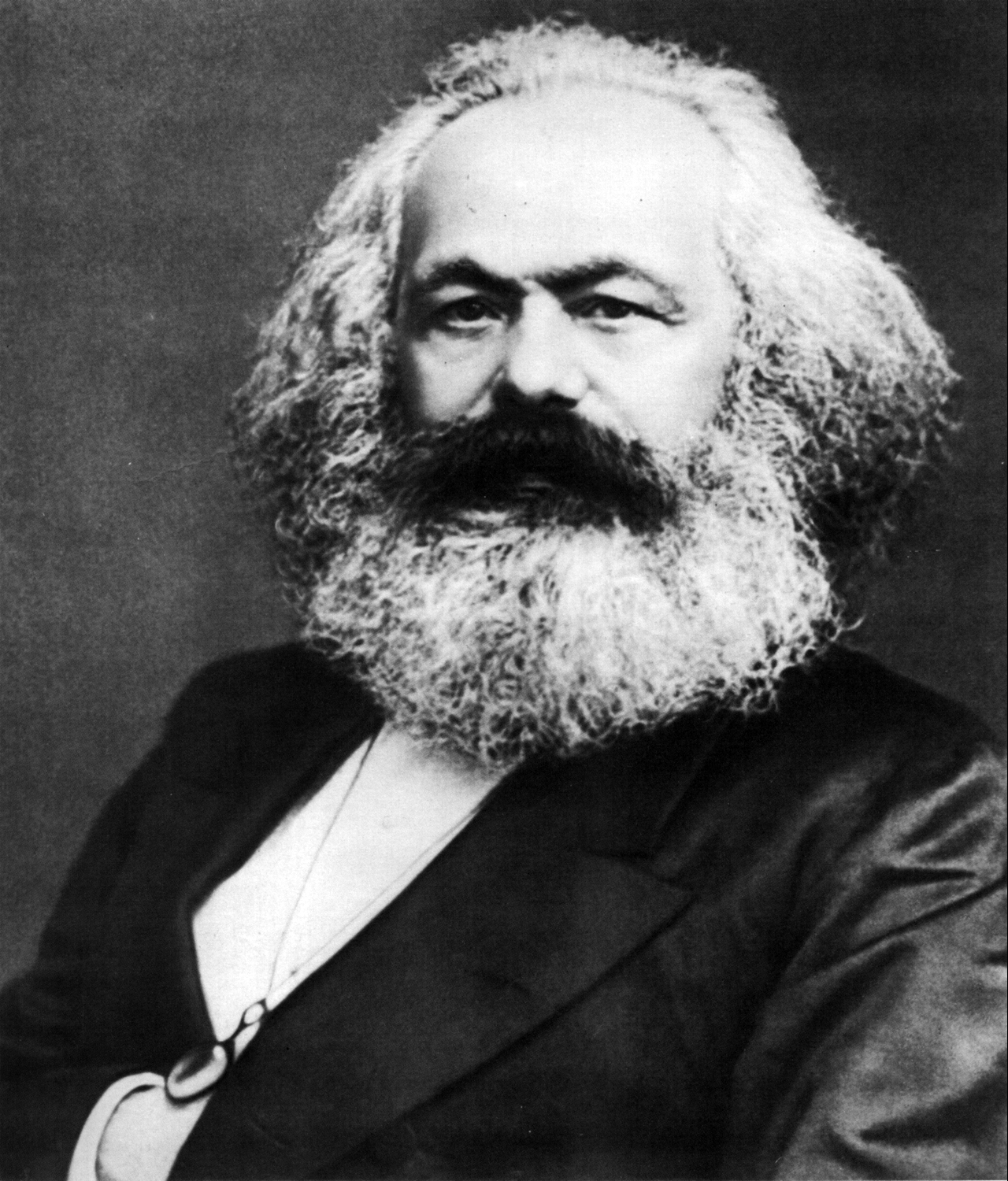
Karl Marx

La politique, selon Gramsci, est capable de combler la fracture entre intellectuels et simples, tout du moins la politique qui « ne tend pas à maintenir les simples dans leur philosophie primitive du sens commun, mais au contraire à les conduire à une conception supérieure de la vie ». Il s'agit ici de la politique, de l'action politique, de la « praxis » réalisée par la « philosophie de la praxis » (c'est le nom que Gramsci donne au marxisme, non pas uniquement pour cacher ses écrits à la répressive censure carcérale) qui s'oppose de façon antithétique aux concessions effectuées par les cultures dominantes de l'Église et de l'idéalisme pour conduire les subalternes à une « conception supérieure de la vie. Si elle affirme l'exigence du contact entre intellectuels et simples, ce n'est pas pour limiter l'activité scientifique et pour maintenir une unité au niveau bas des masses, mais justement pour construire un bloc intellectuel-moral qui rende politiquement possible un progrès intellectuel de masse, et pas seulement de groupes intellectuels insuffisants ». La voie qui conduit à l'hégémonie du prolétariat passe donc par une réforme culturelle et morale de la société.
Cependant, l'homme actif de masse (c'est-à-dire la classe ouvrière) n'est conscient, en général, ni de sa condition réelle de subordination, ni de la fonction qu'il peut exercer. Gramsci écrit que le prolétariat « n'a pas une claire conscience théorique de son activité propre, alors qu'elle est une connaissance du monde en tant qu'elle le transforme. Sa conscience théorique peut même être vue au contraire en opposition à son activité propre ». Le prolétariat agit dans la pratique et, dans le même temps, a une conscience théorique héritée du passé, acceptée de plus de façon acritique. La réelle compréhension critique de soi advient « à travers une lutte entre hégémonies politiques, entre directions opposées, d'abord sur le terrain de l'éthique, puis de la politique, pour arriver à une élaboration supérieure de la conception personnelle du réel ». La conscience politique, c'est-à-dire l'appartenance à une force hégémonique déterminée, « est la première phase vers une autoconscience ultérieure et progressive, où théorie et pratique s'unissent enfin ».
Mais autoconscience critique implique création d'une élite d'intellectuels, car il est nécessaire de s'organiser pour se distinguer et se rendre indépendants et qu'il n'existe pas d'organisation sans intellectuels, c'est-à-dire sans « une couche de personnes spécialisées dans la construction conceptuelle et philosophique ».

### Le parti politique
Machiavel, déjà, indiquait dans les États unitaires européens modernes le chemin que l'Italie aurait eu à entreprendre pour surmonter la crise dramatique engendrée par les guerres qui dévastèrent la péninsule à partir de la fin du XIVe siècle. Le Prince de Machiavel « n'existait pas dans la réalité historique, ne se présentait pas au peuple italien avec les caractères d'une objectivité immédiate, mais était une pure abstraction doctrinale, le symbole d'un chef, du meneur idéal ; mais les éléments passionnels, mythiques [...] se synthétisent et s'incarnent dans la conclusion, dans l'invocation d'un prince réellement existant ».

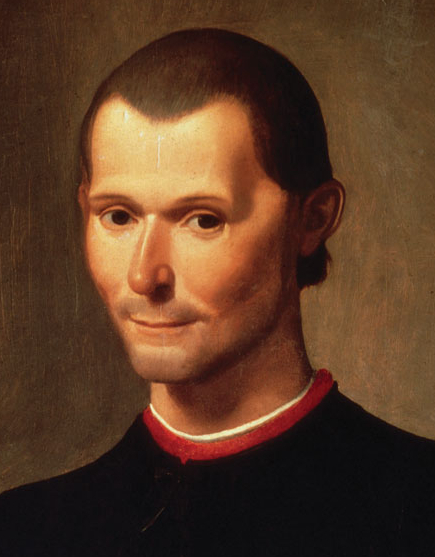
Nicolas Machiavel

Il n'y eut pas de monarchie absolue capable d'unifier la nation en Italie du temps de Machiavel car, selon Gramsci, la dissolution de la bourgeoisie des communes médiévales créa une situation interne économico-corporative qui se traduisit politiquement en « la pire des formes de société féodale, la forme la moins progressive et la plus stagnante : il manqua toujours, et elle ne pouvait se constituer, une force jacobine efficiente, la force qui justement a suscité et organisé, dans les autres nations, la volonté collective nationale-populaire et a fondé les États modernes ».
À cette force progressive s'opposa en Italie la « bourgeoisie rurale, héritage du parasitisme et laissée aux Temps modernes par la ruine en tant que classe de la bourgeoisie communale ». Les groupes sociaux urbains disposant d'un niveau déterminé de culture politique constituent des forces progressives, mais la formation d'une volonté collective nationale-populaire est impossible « si les grandes masses de travailleurs agricoles ne font pas irruption simultanément dans la vie politique. C'est ce qu'entendait Machiavel par la réforme de la milice, c'est ce que firent les jacobins lors de la Révolution française ; il faut identifier dans cette optique un jacobinisme précoce chez Machiavel, le germe, plus ou moins fécond, de sa conception de la révolution nationale ».
À l'époque contemporaine, le Prince invoqué par Machiavel ne peut être un individu réel, concret, mais un organisme, et « cet organisme est déjà donné par le développement historique et est le parti politique : la première cellule dans laquelle se synthétisent des germes de volonté collective qui tendent à devenir universaux et totaux » ; le parti est l'organisateur d'une réforme intellectuelle et morale, qui se manifeste concrètement par un programme de réforme économique, devenant ainsi « la base d'un laïcisme moderne et d'une complète laïcisation de toute la vie et de tous les rapports de coutume ».
Pour qu'un parti existe et devienne historiquement nécessaire, trois éléments fondamentaux doivent confluer en lui :
1 - « Un élément diffus, formé d'hommes communs, moyens, dont l'apport vient de leur discipline et de leur fidélité, et non de leur esprit créatif et hautement organisateur... Ces hommes sont une force s'il en existe une autre pour les centraliser, les organiser, les discipliner ; mais en absence de cette force cohésive, ils s'éparpilleraient et s'annuleraient dans un nuage de poussières impuissant »
2 - « L'élément cohésif principal [...] doté d'une force hautement cohésive, centralisatrice et capable de discipliner, et aussi, et même peut-être en raison de ceci, inventive [...]. Seul, cet élément ne formerait pas un parti, mais s'en approcherait néanmoins plus que le premier élément évoqué. On parle de capitaines sans armée, mais il est en réalité plus facile de former une armée que des capitaines »
3 - « Un élément moyen, capable d'articuler le premier avec le deuxième, de les mettre en contact, non seulement physique, mais aussi moral et intellectuel ».

### Les intellectuels
Pour Gramsci, tous les hommes sont des intellectuels, car « il n'y a pas d'activité humaine dont on puisse exclure toute dimension intellectuelle ; on ne peut pas séparer l'homo faber de l'homo sapiens ». Indépendamment de sa profession spécifique, chacun est à sa façon « un philosophe, un artiste, un homme de goût, participe d'une conception du monde, a une ligne de conduite morale consciente » ; cependant, tous les hommes n'occupent pas dans la société la fonction d'intellectuel.
Historiquement, des catégories particulières d'intellectuels se forment, « en connexion privilégiée avec les groupes sociaux les plus importants, et qui subissent des élaborations plus étendues et plus complexes par la connexion avec le groupe social dominant ». Un groupe social qui tend à l'hégémonie lutte « pour l'assimilation et la conquête idéologique des intellectuels traditionnels [...], d'autant plus rapides et efficace que le groupe donné produit simultanément ses propres intellectuels organiques ».
L'intellectuel traditionnel est le lettré, le philosophe, l'artiste, ce qui fait dire à Gramsci : « les journalistes, qui se considèrent lettrés, philosophes, artistes, se considèrent également comme de vrais intellectuels », alors que c'est désormais la formation technique qui constitue la base du nouveau type d'intellectuel, c'est-à-dire un constructeur, un organisateur, un persuadeur (différent du vieil orateur, formé par l'étude de l'éloquence « matrice extérieure et momentanée des affects et des passions »), qui doit arriver « de la technique-travail à la technique-science et à la conception humaniste historique, sans laquelle on reste spécialiste et on ne devient pas dirigeant ».
Le groupe social émergent, qui lutte pour conquérir l'hégémonie politique, tend à gagner à son idéologie l'intellectuel traditionnel, tout en formant dans le même temps ses propres intellectuels organiques. L'organicité de l'intellectuel se mesure par son degré de connexion avec le groupe social dont il est le référent : les intellectuels agissent aussi bien dans la société civile, qui est l'ensemble des organismes privés dans lesquels les idéologies nécessaires à l'acquisition du consentement (qui en apparence est donné spontanément par les grandes masses de la population aux choix du groupe social dominant) sont débattues et diffuses, que dans la société politique, où s'exerce la « domination directe ou de commandement qui s'exprime dans l'État et dans le gouvernement juridique ». Les intellectuels sont ainsi « les commis du groupe dominant pour l'exercice des fonctions subalternes de l'hégémonie sociale et du gouvernement politique, c'est-à-dire : 1) le consentement spontané donné par les grandes masses de la population à l'orientation imprimée à la vie sociale par le groupe fondamental dominant [...] 2) l'appareil étatique de coercition qui assure légalement la discipline des groupes qui ne consentent pas ».
Comme l'État, qui, dans la société politique, tend à unifier les intellectuels traditionnels avec les intellectuels organiques, le parti politique, dans la société civile, élabore, de façon encore plus accomplie et organique que l'État, « ses propres composants, éléments d'un groupe social né et développé économiquement, jusqu'à les faire devenir des intellectuels politiques qualifiés, dirigeants, organisateurs de toutes les activités et fonctions inhérentes au développement organique d'une société intégrale, civile et politique ».

### La littérature nationale-populaire
Si les intellectuels peuvent donc être des médiateurs de culture et de consentement auprès des groupes sociaux, une classe politiquement émergente doit se servir d'intellectuels organiques pour la valorisation de ses valeurs culturelles, jusqu'à les imposer à la société entière.
Bien qu'ayant toujours été liés aux classes dominantes et en ayant souvent obtenu honneurs et prestige, les intellectuels italiens ne se sont jamais sentis organiques et ont toujours refusé, au nom d'un cosmopolitisme abstrait, tout lien avec le peuple, duquel ils n'ont jamais voulu reconnaître les exigences ni interpréter les besoins culturels.
Dans de nombreuses langues - en russe, en allemand, en français - le sens des termes « national » et « populaire » coïncident : « en Italie, le terme national a un sens très restreint idéologiquement et, dans tous les cas, ne coïncide jamais avec populaire, car en Italie les intellectuels sont lointains du peuple, c'est-à-dire de la nation, et sont au contraire liés à une tradition de caste, qui n'a jamais été brisée par un fort mouvement populaire ou national venant du bas : la tradition est livresque et abstraite, et l'intellectuel moderne typique se sent plus lié à Annibal Caro ou à Hippolyte Pindemonte qu'à un paysan apulien ou sicilien ».
Depuis le XIXe siècle, on a assisté en Europe à un fleurissement de la littérature populaire, des romans-feuilleton d'Eugène Sue et de Ponson du Terrail à ceux d'Alexandre Dumas et aux récits policiers anglais et américains ; ou, avec plus de valeur artistique, aux œuvres de Chesterton et de Charles Dickens, de Victor Hugo, Émile Zola et Honoré de Balzac, jusqu'aux chefs-d'œuvre de Fiodor Dostoïevski et Léon Tolstoï. Rien de semblable en Italie : la littérature ne s'y est pas diffuse et n'a pas été populaire, en raison de l'absence d'un bloc intellectuel et moral national, au point que l'élément intellectuel italien est considéré comme plus étranger que les étrangers eux-mêmes.

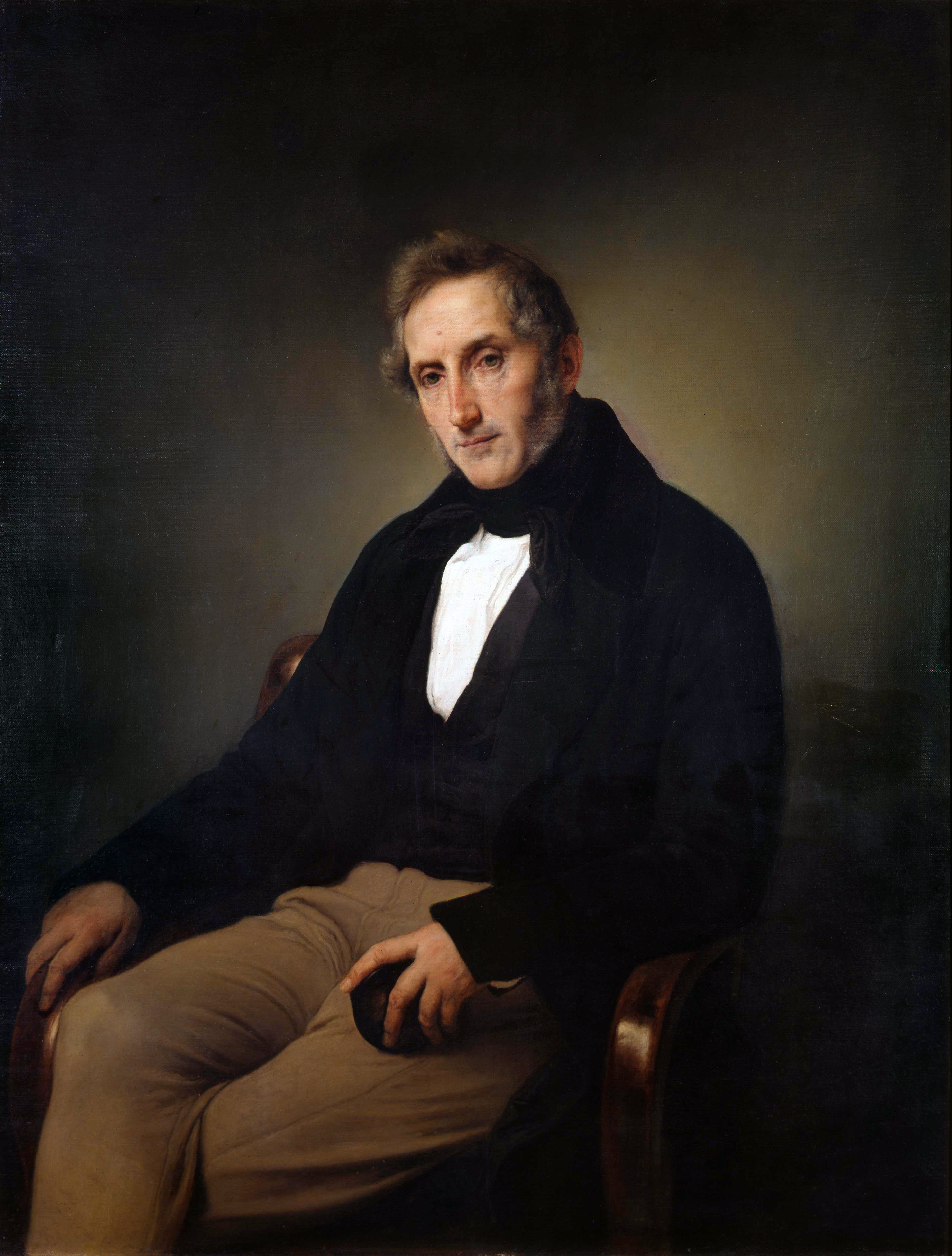
Alessandro Manzoni (portrait de Francesco Hayez)

Le public italien cherche sa littérature à l'étranger car il la sent plus sienne que la littérature italienne : c'est la démonstration de la distance, en Italie, entre publics et écrivains ; « Tout peuple a sa littérature, mais celle-ci peut lui venir d'un autre peuple [...], elle peut être subordonnée à l'hégémonie intellectuelle et morale d'autres peuples. C'est souvent le paradoxe le plus flagrant pour de nombreuses tendances monopolistiques à caractère nationaliste et répressif : alors qu'on constitue des plans d'hégémonie grandioses, on ne s'aperçoit pas d'être l'objet d'hégémonies étrangères ; de la même manière que, alors qu'on fait des plans impérialistes, on est en réalité l'objet d'autres impérialismes ». Les intellectuels laïques ont autant failli que ceux catholiques dans la tâche historique qui leur incombait, celle d'élaborer la conscience morale du peuple en défendant en celui-ci un humanisme moderne : leur insuffisance est « un des indices les plus parlants de la rupture intime qui existe entre la religion et le peuple : celui-ci se trouve dans un état misérable d'indifférence et d'absence de vie spirituelle vivace ; la religion est restée à l'état de superstition [...], l'Italie populaire est encore dans les conditions créées immédiatement lors de la Contre-Réforme : la religion, tout au plus, s'est combinée avec le folklore païen et est demeurée à ce stade ».
Les notes de Gramsci sur Alessandro Manzoni (auteur des Fiancés), qu'il compare à Tolstoï, sont restées célèbres : l'écrivain le plus influent, le plus étudié dans les écoles et probablement le plus populaire est pourtant une démonstration de l'absence de caractère national-populaire de la littérature italienne : « Le caractère aristocratique du catholicisme de Manzoni apparaît dans la commisération badine envers les figures d'hommes du peuple (ce qui n'apparaît pas chez Tolstoï), comme frère Galdino (en comparaison de frère Cristoforo), le tailleur, Renzo, Agnese, Perpetua, et Lucia elle-même [...]. Les hommes du peuple, pour Manzoni, n'ont pas de vie intérieure, ni de personnalité morale profonde ; ce sont des animaux et Manzoni est bienveillant envers eux, de la même bienveillance que celle d'une société catholique de protection des animaux [...]. Rien de l'esprit populaire de Tolstoï, c'est-à-dire de l'esprit évangélique du christianisme primitif. L'attitude de Manzoni envers ses personnages d'hommes du peuple est celle de l'Église catholique envers le peuple : une bienveillance condescendante, et non immédiatement humaine [...]. [Manzoni] voit avec un œil sévère tout le peuple, alors qu'il voit avec un œil sévère la majorité de ceux qui ne font pas partie du peuple ; il trouve de la magnanimité, de hautes pensées, de grands sentiments seulement chez certains membres de la classe élevée, et chez aucun du peuple [...]. Il n'y a pas d'homme peuple qui ne soit pas moqué et raillé [...]. Seuls les seigneurs ont une vie intérieure : frère Cristoforo, Borromeo, l'Innommé, don Rodrigo lui-même [...]. L'importance de la phrase de Lucia dans le trouble de la conscience de l'Innommé et l'appui de sa crise morale n'est pas de caractère éclairant et fulgurant comme l'apport du peuple, source de vie morale et religieuse, chez Tolstoï, mais mécanique et de caractère syllogistique [...]. [L'attitude de Manzoni] envers le peuple n'est pas populaire-nationale, mais aristocratique ».
Une classe qui se meut vers la conquête de l'hégémonie ne peut pas ne pas créer une nouvelle culture, qui est elle-même l'expression d'une nouvelle vie morale, d'une nouvelle façon de voir et de représenter la réalité ; naturellement, on ne peut pas créer artificiellement des artistes capables d'interpréter ce nouveau monde culturel, mais « un nouveau groupe social qui entre dans la vie historique avec une attitude hégémonique, avec une confiance en soi qu'il n'avait pas auparavant, ne peut pas ne pas susciter en son sein des personnalités qui, auparavant, n'auraient pas trouvé la force suffisante pour s'exprimer de façon achevée ». En parallèle, la critique de la civilisation littéraire actuelle fait partie de la création d'une nouvelle culture, et Gramsci en voit un exemple privilégié chez Francesco De Sanctis : 

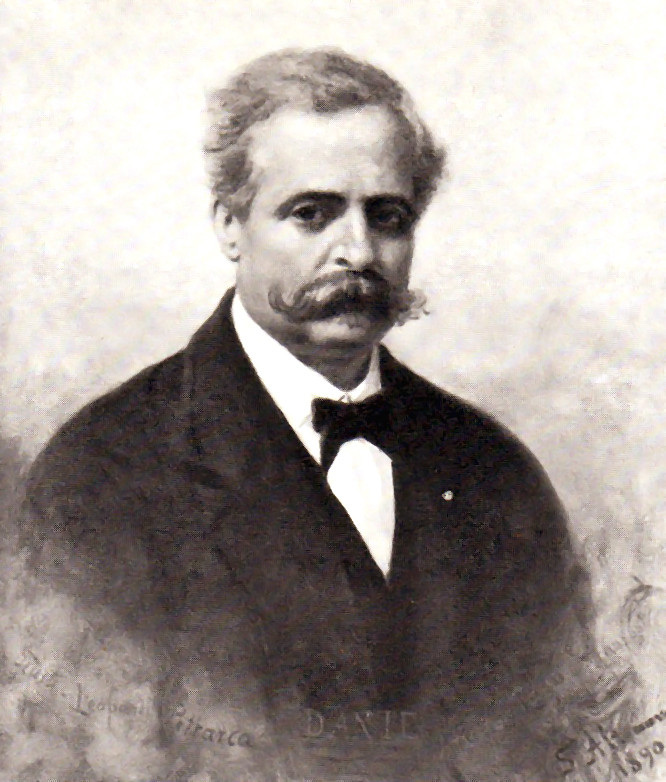
Francesco De Sanctis (portrait de Saverio Altamura)

« La critique de De Sanctis est militante, non frigidement esthétique ; c'est la critique d'une période de luttes culturelles, d'oppositions entre conceptions de la vie antagonistes. Les analyses du contenu, la critique de la structure des œuvres, c'est-à-dire de la cohérence logique et historico-actuelle des masses de sentiments représentés artistiquement, sont liées à cette lutte culturelle : c'est bien en cela que paraît consister la profonde humanité et l'humanisme de De Sanctis [...]. Il est agréable de sentir en lui la ferveur passionnée de l'homme partisan qui a de solides convictions morales et politiques et qui ne les cache pas ». De Sanctis se situe dans la période du Risorgimento, dans laquelle on lutte pour créer une nouvelle culture : d'où la différence avec Benedetto Croce, qui connaît les mêmes motivations culturelles, mais dans la période de leur affirmation, dans laquelle « la passion et la ferveur romantique se sont intégrés à la sérénité supérieure et à l'indulgence pleine de bonhomie ». Quand ces valeurs culturelles, ainsi affirmées, sont ensuite mises en discussion, Croce « évolue vers une phase dans laquelle la sérénité et l'indulgence se compromettent et où affleurent l'acrimonie et la colère réprimée avec peine : phase défensive ni agressive ni chaleureuse, et en conséquence incomparable avec celle de De Sanctis ».
Pour Gramsci, la critique littéraire marxiste peut prendre De Sanctis en exemple, partant du fait que celle-ci doit unir, comme le fit De Sanctis, la critique esthétique et la lutte pour une culture nouvelle, en critiquant la coutume, les sentiments et les idéologies exprimés dans l'histoire de la littérature, et en en identifiant les racines dans la société dans laquelle les écrivains se trouvent à œuvrer.
En effet, ce n'est pas par hasard que Gramsci prévoyait dans ses Cahiers un essai qu'il comptait intitulier « Les petits-fils de père Bresciani », du nom du jésuite Antonio Bresciani (1798-1862), membre fondateur et directeur de la revue La Civiltà Cattolica, et auteur de romans populaires de tendance réactionnaire : un de ceux-ci, Le juif de Vérone, fut mis en pièce dans une célèbre critique de De Sanctis. Les petits-fils de père Bresciani sont, pour Gramsci, les intellectuels et les hommes de lettres contemporains porteurs d'une idéologie réactionnaire, qu'elle soit catholique ou laïque, et avec un « caractère tendancieux et propagandiste ouvertement confessé ».
Parmi ces « petits-fils », Gramsci identifie, en plus de nombreux écrivains aujourd'hui oubliés, Antonio Beltramelli, Ugo Ojetti (« la couardise intellectuelle de l'homme surpasse toute mesure normale »), Alfredo Panzini, Goffredo Bellonci, Massimo Bontempelli, Umberto Fracchia, Adelchi Baratono (« l'agnosticisme de Baratono n'est rien d'autre que lâcheté morale et civile [...]. Baratono théorise seulement sa propre impuissance esthétique et philosophique et sa propre lâcheté »), Riccardo Bacchelli ( « il y a un fort brescianisme chez Bacchelli, non seulement politico-social, mais aussi littéraire : La Ronda fut une manifestation de jésuitisme artistique »), Salvator Gotta ( « on peut dire de Salvator Gotta ce que Carducci écrivit de Rapisardi : Oremus sull'altare e flatulenze in sagrestia ; toute sa production littéraire est brescianiste »), ou encore Giuseppe Ungaretti.
Selon Gramsci, « la vieille génération d'intellectuels a failli (Papini, Prezzolini, Soffici, etc.), mais a eu une jeunesse. La génération actuelle n'a même pas cet âge des brillantes promesses (Titta Rosa, Angioletti, Malaparte, etc.). Des ânes laids dès l'enfance ».

### La critique de Benedetto Croce
Neveu du philosophe néo-hégélien Bertrando Spaventa et élevé après la mort de ses parents par leur frère, Silvio Spaventa, Benedetto Croce arrive à l'idéalisme à la fin du XIXe siècle à travers le marxisme d'Antonio Labriola, au moment où s'affirme le révisionnisme de celui-ci par le courant social-démocrate allemand mené par Eduard Bernstein (et qui inspira notamment le révisionnisme socialiste italien de Leonida Bissolati et Filippo Turati). Croce, qui n'a jamais été socialiste, donne à la bourgeoisie ses instruments culturels les plus élaborés pour délimiter la frontière entre les intellectuels et la culture italienne d'une part et le mouvement ouvrier et socialiste de l'autre ; pour Gramsci, il est donc nécessaire de montrer et de combattre la fonction de Croce de représentant majeur de l'hégémonie culturelle que le bloc social dominant exerce sur le mouvement ouvrier italien.
En tant que tel, Croce combat le marxisme et cherche à en nier la validité dans l'élément qu'il identifie comme décisif, celui économique : Le Capital de Marx serait selon lui une œuvre de morale et non de science, une tentative de démontrer que la société capitaliste est immorale, contrairement à celle communiste, dans laquelle se réaliserait la pleine moralité humaine et sociale. L'absence de scientificité de l'œuvre majeure de Marx serait démontrée par le concept de plus-value : pour Croce, on ne peut distinguer plus-value et valeur, concept économique légitime, que d'un point de vue moral.
Pour Gramsci, cette critique de Croce est en réalité un simple sophisme : la plus-value est partie intégrante de la valeur, elle est la différence entre la valeur des marchandises produites par le travailleur et la valeur de la force de travail du travailleur même. La théorie de la valeur de Marx dérive directement de celle de l'économiste libéral anglais David Ricardo, dont la théorie de la valeur-travail « ne souleva aucun scandale quand elle fut exprimée, car elle ne représentant alors aucun danger et apparaissait seulement comme ce qu'elle était, une constatation purement objective et scientifique. Elle ne devait acquérir un caractère polémique et éducateur moralement et politiquement, sans perdre son objectivité pour autant, qu'avec l'Économie critique [Le Capital de Marx] ».
Croce définit sa philosophie comme un historicisme, c'est-à-dire que selon lui, et suivant en cela Giambattista Vico, la réalité est histoire, et tout ce qui existe est nécessairement historique ; mais, conformément à la nature idéaliste de sa philosophie, l'histoire est histoire de l'Esprit, elle est donc histoire d'abstractions, histoire de la liberté, de la culture, du progrès, histoire spéculative, et non histoire concrète des nations et des classes : « L'histoire spéculative peut être considérée comme un retour, sous des formes littéraires rendues plus habiles et moins naïves par le développement d'une capacité critique, à des visions de l'histoire déjà discréditées et considérées comme vides, rhétoriques et dépassés dans plusieurs livres de Croce lui-même. L'histoire éthico-politique, en tant qu'elle fait abstraction du concept de bloc historique, dans lequel contenu économico-social et forme éthico-politique s'identifient concrètement dans la reconstruction des différentes périodes historiques, n'est rien d'autre qu'une présentation polémique de philosophèmes plus ou moins intéressants, mais n'est pas de l'histoire. Dans les sciences naturelles, cela équivaudrait à un retour aux classifications selon la couleur de la peau, des plumes, du poil des animaux, et non selon la structure anatomique [...]. Dans l'histoire des hommes [...] la couleur de la peau fait bloc avec la structure anatomique et avec toutes les fonctions physiologiques ; on ne peut considérer un individu pelé vif comme étant le véritable individu, mais pas non plus l'individu désossé et sans squelette [...]. L'histoire de Croce représente des figures désossées, sans squelette, à la chair flasque et tombante malgré le fard des coquetteries littéraires de l'écrivain ».
L'opération conservatrice du Croce historien va de pair avec celle du Croce philosophe : si la dialectique idéaliste de Hegel est une dialectique des contraires, un déroulement de l'histoire procédant par contradictions, la dialectique de Croce est une dialectique des distincts : muter la contradiction en distinction signifie effectuer une atténuation, sinon une annulation, des oppositions qui se présentent dans l'histoire, et donc dans la société. Pour Gramsci, une telle opération se manifeste dans les œuvres historiques de Croce : son Histoire de l'Europe, en commençant en 1815 et en laissant de côté la période révolutionnaire et napoléonienne, « n'est rien d'autre qu'un fragment d'histoire, l'aspect passif de la grande révolution qui débuta en France en 1789 et déborda dans le reste de l'Europe avec les armées républicaines et napoléoniennes, donnant un puissant coup d'épaule aux vieux régimes et en déterminant, non l'effondrement immédiat comme en France, mais la corrosion réformatrice qui dura jusqu'en 1870 ». Une opération analogue est effectuée par Croce dans son Histoire de l'Italie, délimitée de 1871 à 1915, et qui affronte uniquement la période de consolidation du régime de l'Italie unie et qui « fait abstraction du moment de la lutte, du moment dans lequel s'élaborent, se regroupent et se positionnent les forces en opposition [...], dans lequel un système éthico-politique se dissout et un autre s'élabore [...], dans lequel un système de rapports sociaux se déconnecte et chute et un autre système émerge et s'affirme ; et pourtant [Croce] désigne placidement comme histoire le moment de l'expansion culturelle ou éthico-politique ».

### Le matérialisme historique
Gramsci, dès ses années étudiantes, fut un opposant résolu de l'interprétation fataliste et positiviste du marxisme présente dans le parti socialiste italien, selon laquelle le capitalisme était nécessairement destiné à s'écrouler, devant ainsi faire place à une société socialiste. Cette interprétation masquait pour lui l'impuissance politique du parti de la classe subalterne, incapable de prendre l'initiative dans la conquête de l'hégémonie.

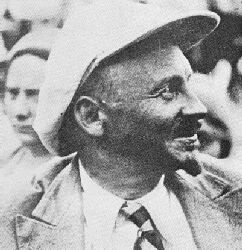
Nikolaï Boukharine

Selon Gramsci, le manuel du bolchévik russe Nikolaï Boukharine paru en 1921, La théorie du matérialisme historique : manuel populaire de sociologie marxiste, s'inscrit également dans cette tendance : « la sociologie a été une tentative de créer une méthode de la science historico-politique dérivant d'un système philosophique déjà élaboré, le positivisme évolutionniste [...] [la sociologie] est devenue la philosophie des non philosophes, une tentative de décrire et de classer systématiquement tous les faits historiques selon des critères construits sur le modèle des sciences naturelles. La sociologie est donc une tentative de déduire expérimentalement les lois de l'évolution de la société humaine, de façon à prévenir l'avenir avec la même certitude avec laquelle on prévoit qu'un gland se transformera en chêne. L'évolutionnisme vulgaire est à la base de la sociologie, qui ne peut connaître le principe dialectique du passage de la quantité à la qualité, passage qui perturbe toute évolution et toute loi d'uniformité entendue dans un sens vulgairement évolutionniste ».
La compréhension de la réalité comme un développement de l'histoire humaine est rendue possible uniquement par l'utilisation de la dialectique marxienne, exclue du Manuel de Boukharine, car celle-ci comprend aussi bien le sens des évènements humains que leur caractère provisoire, leur historicité justement, déterminée par la praxis, c'est-à-dire l'action politique qui transforme la société.

Les sociétés ne se transforment pas d'elles-mêmes dans n'importe quelle situation donnée ; Marx, déjà, avait relevé qu'aucune société ne se pose des problèmes dont les conditions de la solution ne soient pas déjà au moins en voie d'apparition, ni qu'aucune ne se dissout et ne peut être remplacée avant qu'elle n'ait réalisé toutes les formes de vie qui lui sont implicites. Le révolutionnaire se pose donc le problème d'identifier avec exactitude les rapports entre infrastructure et superstructure, afin d'arriver à la juste analyse des forces à l'œuvre dans l'histoire d'une période donnée. Pour Gramsci, l'action politique révolutionnaire, la praxis, est aussi la catharsis qui marque « le passage du moment purement économique (ou égoïstico-passionnel) au moment éthico-politique, c'est-à-dire à l'élaboration supérieure de l'infrastructure en super-structure dans la conscience des hommes. Cela implique également le passage de l'objectif au subjectif et de la nécessité à la liberté. L'infrastructure, en tant que force extérieure qui écrase l'homme, l'assimile à soi, le rend passif, le transforme en moyen de liberté, en instrument pour créer une nouvelle forme éthico-politique, en origine de nouvelles initiatives. La fixation du moment cathartique devient ainsi, il me semble, le point de départ de toute la philosophie de la praxis ; le processus cathartique coïncide avec la chaîne des synthèses qui sont le résultat du développement dialectique ».

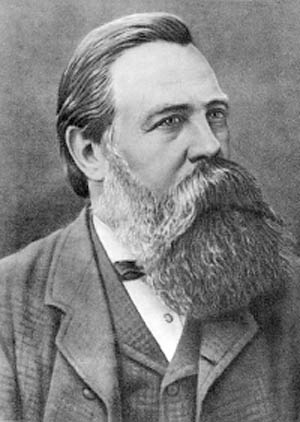
Friedrich Engels

La dialectique est donc un instrument d'enquête historique, qui dépasse la vision naturaliste et mécaniciste de la réalité ; elle est l'union de théorie et pratique (ou praxis), de connaissance et action. La dialectique est « doctrine de la connaissance et substance médullaire de l'historiographie et de la science de la politique », et peut être comprise seulement en concevant le marxisme « comme une philosophie intégrale et originale, qui initie une nouvelle phase dans l'histoire et dans le développement mondial, en tant qu'elle dépasse (et inclut en soi, dans le dépassement, leurs éléments vitaux) aussi bien l'idéalisme que le matérialisme traditionnels, expressions des vieilles sociétés. Si la philosophie de la praxis n'est pensée que comme subordonnée à une autre philosophie, on ne peut pas concevoir la nouvelle dialectique, dans laquelle justement ce dépassement s'effectue et s'exprime ».
Le matérialisme traditionnel, d'Épicure à Diderot, est ainsi une métaphysique : pour le sens commun, la réalité objective, indépendante du sujet, existe indépendamment de l'homme, est une évidence, confortée par l'affirmation religieuse selon laquelle le monde, créé par Dieu, se trouve déjà donné devant nous. Mais pour Gramsci, s'il faut exclure les idéalismes de Berkeley et de Gentile, il faut également refuser « la conception de la réalité objective du monde extérieure dans sa forme la plus triviale et acritique », à partir du moment où « on peut l'accuser de mysticisme ». Si nous connaissons la réalité en tant qu'hommes, et que nous sommes nous-mêmes un devenir historique, alors la connaissance et la réalité sont également un devenir.
Comment une objectivité extra-historique et extra-humaine pourrait-elle en effet exister, et qui jugerait d'une telle objectivité ? « La formule d'Engels selon laquelle l'unité du monde consiste dans sa matérialité, démontrée par le long et laborieux développement de la philosophie et des sciences naturelles, contient justement le germe de la conception correcte, parce qu'elle recourt à l'histoire et à l'homme pour démontrer la réalité objective. Objectif signifie toujours humainement objectif, ce qui peut correspondre exactement à historiquement objectif [...]. L'homme connaît objectivement en tant que la connaissance est réelle pour tout le genre humain historiquement unifié en un système culturel unitaire ; mais ce processus d'unification historique advient avec la disparition des contradictions internes qui déchirent la société humaine, contradictions qui sont la condition de la formation des groupes et de la naissance des idéologies [...]. Il y a donc une lutte pour l'objectivité (pour se libérer des idéologies partiales et fallacieuses), et cette lutte est celle pour l'unification culturelle du genre humain. Ce que les idéalistes appellent esprit n'est pas un point de départ mais d'arrivée - l'ensemble des superstructures en devenir vers l'unification concrète et objectivement universelle, et non dès l'abord un présupposé unitaire ».

## Influence politique et idéologique
L'opinion de Gramsci sur la nécessité d'attendre la solution de la question méridionale avant de pouvoir tenter toute action révolutionnaire en Italie fut déterminante pour la position du Parti communiste italien de l'après-guerre, d'autant plus qu'elle s'accordait avec les nécessités de politique internationale dictées par l'Union soviétique.
Un important courant d'études à l'intérieur des sciences sociales et culturologiques, posant le Gramsci des Cahiers de prison parmi ses références théoriques, s'est développé dans les dernières décennies du XXe siècle : les Cultural studies. D'autre part, la dichotomie hégémonique/subalterne et le rôle de la culture dans l'échange avec la vision du monde des masses restent en particulier des pistes de réflexion intéressantes et toujours aussi actuelles.

## Parcours éditorial des Cahiers de prison

### La première édition Einaudi

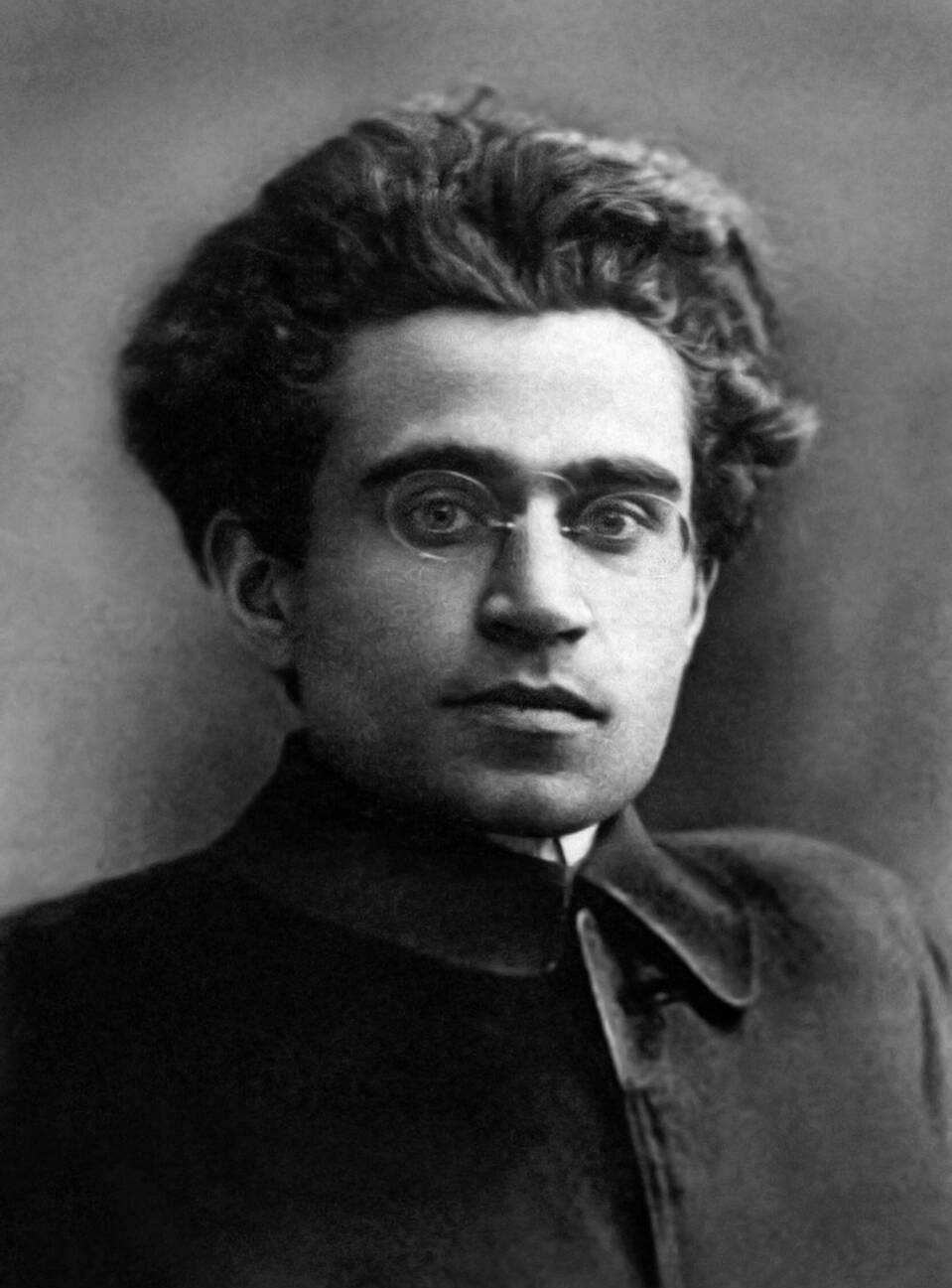
Antonio Gramsci

À la fin de la guerre, la publication des écrits de Gramsci fut l'une des priorités du Parti communiste italien. Ceux-ci avaient été copiés, lus et médités par ses dirigeants, qui travaillèrent à la fin des années 1940 pour tenter d'en structurer une édition. La responsabilité majeure pour la publication fut confiée à Felice Platone, collaborateur rédactionnel de Gramsci avant son arrestation.
En avril 1946, sur la revue Rinascita, un article de Platone fournit une description physique détaillée des Cahiers et précise leur extraordinaire importance culturelle. L'article est intéressant pour la qualité et la quantité des informations qu'il fournit : l'essai montre cependant quelques incohérences par rapport à l'authentique plan conceptuel de l'œuvre gramscienne, étant donné que, selon Platone, le sujet principal autour duquel tournent toutes les autres thématiques des Cahiers est l'histoire des intellectuels italiens. Une telle affirmation ne correspond pas aux réelles intentions de Gramsci : il n'existe dans ses notes aucune subordination entre un thème et un autre, mais plutôt une coordination paritaire entre les différentes thématiques. Il est hors de doute que la recherche menée sur les intellectuels italiens possède une importance particulière dans la réflexion gramscienne, mais « attribuer [...] [à cette thématique] le rôle de fil conducteur et de centre de tout le travail des Cahiers comporte le risque d'effectuer une évaluation somme toute réductive de la tâche que Gramsci s'était fixé et des résultats auxquels il est parvenu ».
Dans l'article suscité, Platone évoque une commission chargée de délibérer sur le meilleur choix éditorial possible pour la publication des Cahiers. La personnalité dominante de cette commission fut Palmiro Togliatti, mais on possède également d'intéressantes interventions d'autres membres de l'équipe éditoriale. Une de ces propositions fut de publier avec Einaudi les cahiers considérés les plus difficiles, et de charger le journal du PCI l'Unità de publier les cahiers à la lecture la plus immédiate, afin de leur assurer une large diffusion. Cette hypothèse fut cependant écartée.
La proposition fut également faite, plus directement reliée au cadre politique de l'époque, d'élaguer les Cahiers des notes purement bibliographiques et des résumés des libres et articles de revues, afin d'en faciliter la lecture globale. En d'autres termes, il semblait superflu, pour certains membres de la commission, d'insérer des notes qui n'auraient rien ajouté à l'idée du penseur politique ; Platone lui-même montra cependant des doutes sur cette perspective, et écrivit dans le document joint aux volumes destinés à la commission qu'ainsi « on viendrait à retirer de nombreux tronçons - et de plus très intéressants - au cadre que Gramsci a voulu tracer ».
Des modifications furent apportées dans tous les cas. Les Petites notes d'Économie qui présentaient des difficultés conceptuelles furent minutieusement analysées par Piero Sraffa et, selon ce dernier, méritaient d'être supprimées pour une raison de fond. Valentino Gerratana note qu'il ne s'agit pas d'une censure capable d'altérer le plan des Cahiers, mais plutôt d'une continuation du dialogue intellectuel que les deux amis avaient entrepris avant et pendant la détention de Gramsci. Les cahiers de traduction et les Notes autobiographiques furent également supprimées, c'est-à-dire un fragment du Cahier 15, écrit par Gramsci en mars 1933, dans un moment de forte tension psychologique et d'épuisement physique ; à travers la comparaison avec le naufrage, Gramsci y analyse, et d'une certaine façon y justifie, le processus de désagrégation "moléculaire" du caractère, qui advient lentement et graduellement, en raison de causes externes et incontournables.
Une des interventions de la commission éditoriale apparaît intéressante pour comprendre comment se posait, dès 1945-1946, le problème d'une hypothétique édition critique. Un document dactylographié anonyme de sept dossiers, inséré dans les actes de la commission, rapporte justement la proposition de deux différents types d'édition : la première, diplomatique, à réaliser ultérieurement, devait être une rigoureuse analyse ecdotique des trente cahiers, respectant l'ordre chronologique et les caractéristiques du texte manuscrit ; la seconde, populaire, devait avoir une structure simple et à la consultation facile, afin d'intéresser une plus grande part du public, et devait être le type d'édition à privilégier dans l'immédiat.
Le choix de la commission s'orienta vers la publication définie comme populaire ; mais il est nécessaire d'expliquer que la "popularité" de cette édition ne vient d'aucune simplification du texte de Gramsci et que l'édition qui en résulta était destinée principalement à un public cultivé. Il ne s'agissait donc pas d'un texte vastement éclairci, résumé ou simplifié en vue d'une diffusion plus importante, mais d'un recueil de notes de Gramsci contenant des concepts très complexes, de réflexion et d'élaborations théoriques spécialisées.
Les notes des Cahiers furent divisés en sections thématiques et publiées progressivement en six volumes de 1948 à 1951. La division des notes par thème donne aux écrits de Gramsci une structure plus homogène par rapport à leur forme originale ; de plus, les index des différents volumes se prêtent à une consultation immédiate, permettant de retrouver avec facilité les divers sujets abordés par Gramsci en prison. Les titres suivants furent donnés aux six volumes : 
1. Le matérialisme historique et la philosophie de Benedetto Croce
2. Les intellectuels et l'organisation de la culture
3. Le Risorgimento
4. Notes sur Machiavel, sur la politique et sur l'État moderne
5. Littérature et vie nationale
6. Passé et présent

La publication des Cahiers eut un écho national, aussi bien sur le plan culturel que politique. Il faut rappeler que, aux yeux de la partie de l'opinion publique opposée au fascisme, Gramsci avait pris pendant sa réclusion la stature d'un héros ; les journaux de gauche publièrent les articles qu'il avait écrit avant son arrestation ; des manifestations furent organisées pour sa libération ; ses effigies furent érigées sur la Place Rouge à Moscou. Le Parti communiste avait de plus besoin de toucher la sensibilité nationale et de renforcer sa base en remettant en lumière la voix d'un chef, même après sa mort. Et il advint de fait ce que Gramsci espérait dans ses articles de journaux et ses Cahiers ; un large groupe d'intellectuels impliqués dans divers milieux culturels et artistiques devinrent, dans l'après-guerre, partie intégrante du PCI, permettant ainsi que la culture nationale fût pénétrée de cet esprit de participation civile qui en fit l'un des partis communistes les plus forts du monde occidental. Ce que Gramsci appelait de ses vœux dans ses écrits sembla se matérialiser au cours de l'histoire de l'Italie républicaine : « Il est évidemment important et utile pour le prolétariat qu'un ou plusieurs intellectuels, individuellement, adhèrent à son programme et à sa doctrine, se confondent avec le prolétariat, en deviennent et s'en sentent partie intégrante ».

### L'édition critique de Valentino Gerratana
Après la publication de la première édition des Cahiers, la première solution envisagée par la commission éditoriale, celle d'une édition diplomatique, restait en suspens : il fallut attendre vingt-cinq ans pour qu'elle soit réalisée par Valentino Gerratana sous l'égide de l'Institut Gramsci, et publiée par Einaudi en 1975.
Le travail se concentre sur l'avancement chronologique de l'écriture de Gramsci, c'est-à-dire qu'elle réussit à mettre en évidence les divers stades de rédaction du texte, dans la perspective d'interpréter les modalités dans lesquels il fut conçu. En réalité, arriver à ce résultat fut particulièrement difficile : comme déjà évoqué, la forme originelle des Cahiers crée de nombreux problèmes de lecture. Gramsci, en effet, n'écrivait pas progressivement et thématiquement, mais travaillait sur plusieurs sujets sur le même ensemble de pages ; de plus, il laissait souvent des espaces blancs pour poursuivre plus loin, avant de les remplir ultérieurement ; de nombreuses notes en précèdent d'autres chronologiquement antérieures, et vice-versa. S'ajoute en plus le fait que le texte gramscien est stratifié, ou plutôt comporte des notes d'abord supprimées puis recopiées ou réélaborées, d'autres restées dans leur rédaction d'origine, et d'autres encore représentant la deuxième rédaction du premier type de notes. Gerratana classifie ces trois types de notes respectivement sous les catégories A, B et C. L'édition reproduit les divers types de textes en utilisant une typographie minuscule pour les notes A.
Un conseil de lecture important sur les modalités d'écriture des Cahiers est donné directement par Gramsci dans plusieurs notes, par les timbres de vue carcéraux, ou encore par les citations des livres utilisés par Gramsci, dont on connaît les dates d'entrée en prison. Pour ce qui concerne la numérotation, Gerratana ordonne les Cahiers progressivement, en ligne diachronique et en chiffres arabes, en conservant entre parenthèses la numérotation en chiffres romains apportée par Tania Schucht, belle-sœur de Gramsci, juste après la mort de ce dernier. De cette façon, il est plus simple d'identifier la période d'élaboration de chaque cahier et, à l'intérieur de chacun d'entre eux, des différents paragraphes. Chaque paragraphe a un titre : ceux reproduits entre parenthèses angulaires sont de type rédactionnel, alors que ceux sans parenthèses sont les originaux de Gramsci. Tous les titres des notes dans leur forme manuscrite ont un signe de paragraphe (§) : l'éditeur a choisi de conserver ces indications de Gramsci, en leur adjoignant une numérotation rédactionnelle progressive afin de faciliter la lecture.
Vingt-neuf cahiers ont été soumis à cet examen philologique et reproduits intégralement dans l'édition critique : dix-sept remontent à la période d'incarcération à Turi, douze à celle de Formia. L'éditeur a préféré ne pas reproduire intégralement les six autres cahiers, composés de traductions, pour éviter d'alourdir un texte déjà remarquablement important en soi. La documentation de ces cahiers "supprimés" est donnée dans le dernier volume de l'édition, qui comprend aussi la description physique de tous les autres cahiers, le bagage critique général, l'index des œuvres citées, celui des noms, des thèmes, et les notes éditoriales apportées au texte.

### Réception de la pensée de Gramsci
L'étude des Cahiers de prison prend une connotation plus rigoureusement scientifique avec la publication de l'édition critique : le texte de Gramsci est présenté sous son aspect original, sans être soumis à aucune modification interprétative. Gramsci lui-même écrivait d'ailleurs, à propos de Marx, que « si on veut étudier la naissance d'une conception du monde jamais exposée de façon systématique par son fondateur [...] il est nécessaire d'effectuer un travail philologique préliminaire minutieux et conduit avec le plus grand souci d'exactitude, d'honnêteté scientifique, de loyauté intellectuelle, d'absence de tout présupposé et a priori ou parti pris ».
Pourtant, au moment où est publiée l'édition de Gerratana, le débat culturel autour de la figure de Gramsci semble lentement s'affaiblir. En réalité, le succès de Gramsci et de ses Cahiers commence à s'effriter à la fin des années 1960, lorsque de nouveaux courants politiques et culturels, nés au sein du mouvement contestataire européen de 1968, semblent en Italie à la fois bousculer et exalter Gramsci, en distordant ainsi la pensée ou le démonisant car considéré proche du PCI et du vieux monde politique duquel marquer sa distance est nécessaire.
Alberto Mario Cirese, spécialiste de Gramsci le plus influent en matière de folklore, donne ainsi un témoignage sur ces courants qui "utilisaient" Gramsci et en altéraient la pensée. Il affirme en effet à propos de 68': « le problème était qu'on discutait alors pour déterminer si Gramsci avait validé ou non un usage politique du folklore, ce qui était une façon complètement erronée de poser le problème, et je veux dire que pourtant c'était quelque chose qui fermentait. C'était l'époque où à l'occasion d'une interview sur Gramsci que je donnais à Rinascita Sarda, hebdomadaire communiste en Sardaigne, dans laquelle je réponds aux questions qu'on me fait sur Gramsci, le rédacteur de la revue donne comme titre, sans m'en avertir, Folklore comme révolte. Il n'y a absolument pas de folklore comme révolte chez Gramsci, il n'y a pas de folklore comme révolte dans mon travail ; un folklore comme révolte explose dans ce titre car c'était l'époque du folklore comme culture de contestation. Sottises ».
D'autre part, durant ces années, Gramsci n'était pas seulement exalté ingénument et sans aucune rationalité scientifique, mais il était aussi abandonné par ceux qui se détachaient du PCI au nom des alternatives politiques qui se constituaient sur les mouvements naissants. Giorgio Barratta se souvient ainsi : « en 68' moi aussi [...] en compagnie de nombreux autres amis de ce qui s'appelait la "gauche parlementaire", nous ne voulions pas entendre parler de Gramsci car nous le renvoyions, pour ainsi dire, à la catégorie démonisée du togliattisme ».
La critique a exprimé plusieurs positions intéressantes sur l'abandon progressif de la pensée de Gramsci entre la fin des années 1970 et le début des années 1990. Pietro Clemente, notant une chute d'intérêt pour les notes démologiques de Gramsci durant les trente dernières années, affirme : « Le jeune lecteur doit savoir que les études démo-ethno-anthropologiques italiennes ont eu avec Gramsci une intense fréquentation entre les années 1950 et 1970, jusqu'à former trois générations de savants, celle née dans les années 1920, celle des années 1930, et celle des années 1940. Mais la génération née dans les années 1950 a risqué de ne pas avoir de nouvelles de Gramsci, à part par quelques murmures du passé, mais sans joie particulière. Ceci est advenu également dans les études philosophiques, historiques, d'histoire de la culture, comme si, à l'unisson, victimes d'une saturation par excès d'abondance, par un immense festin, tous se furent mis d'accord pour un long jeûne de ses Cahiers de prison. Les raisons sont plus complexes, et il y a évidemment au milieu le changement vertigineux de la société italienne et la crise catastrophique de l'image du communisme, mais la saturation semblait en effet accomplie ».
Pour beaucoup, la réception de Gramsci « a longtemps été liée, en bien ou en mal, à celle du PCI », non seulement dans les succès (ou insuccès) électoraux, mais aussi dans les difficultés rencontrées dans l'organisation interne, dans les conflits idéologiques et stratégiques qui, de la fin des années 1970 jusqu'à la fin des années 1980, ont porté le Parti communiste italien à des changements radicaux, jusqu'à sa dissolution en 1991. Une lecture similaire est donnée par Raul Mordenti, selon lequel les causes du désintérêt pour les Cahiers de Gramsci se trouvent aussi bien dans le parti que dans la culture italienne, secouée par de nouveaux modèles culturels qui ne pouvaient accueillir l'héritage gramscien sans se contredire : « Le nœud qui liait Gramsci à son parti s'était fait trop étroit et suffocant pour que même et jusqu'à la lecture de Gramsci ne se ressentit pas du compromis historique du PCI, de l'unité nationale, du terrorisme, la transformation en « États » du PCI et du syndicat [la CGIL] , en somme des contingences politiques italiennes de cette moitié des années 1970 dans laquelle les Cahiers de Gramsci voyaient (en un certain sens : pour la première fois) la lumière. Minora premebant, dans tous les sens du terme : la pensée faible, les nouveaux philosophes, le post-modernisme, en somme le grand froid des années 1980 italiennes. Il n'y avait ni le temps, ni le moyen, ni, surtout, la raison, pour lire (ou relire) les Cahiers de Gramsci ».
Le succès des Cahiers en dehors de l'Italie est notable : de 1927 à 1988, la bibliographie des études sur les écrits de Gramsci compte en effet plus de 7 000 titres, en 28 langues différentes. L'œuvre de Gramsci commence à faire le tour du monde, de l'Amérique latine à la Chine et jusqu'à arriver en Inde ; la Grande-Bretagne a fondé sur l'inspiration de la pensée gramscienne ses Cultural studies, qui ont en l'Université de Birmingham leur centre d'excellence, et les États-Unis ont franchi les barrières idéologiques avec lesquelles le maccarthysme avait reclus la société civile et le monde académique, permettant ainsi de découvrir Gramsci comme intellectuel et philosophe plus que comme homme de parti. L'histoire personnelle de John Cammet est en ce sens extraordinaire : principal spécialiste américain de Gramsci, il inaugure avec sa thèse publiée en 1959 une période féconde d'études gramsciennes dans son pays ; elle lui vaut en 1960 le prix de meilleur inédit de l'année de la part de la Society for Italian historical studies, et son texte est réélaboré dans les cours des années 1960, avant d'être publié en 1967 sous le titre Antonio Gramsci and the origins of italian communism à la Stanford University Press. Cammet est également le fondateur de l'International Gramsci Society, qui représente depuis les années 1990, aux côtés de l'Institut Gramsci (qui doit également sa bibliographie à Cammet), la plus importante institution culturelle pour la promotion des études gramsciennes.
Les Subaltern Studies (études subalternes, ou subalternistes, ou de subalternité), nées dans les années 1970-1980 sous l'impulsion de l'historien indien Ranajit Guha, sont redevables à Antonio Gramsci de la notion de subalterne telle qu'elle est définie dans les Cahiers de prison du philosophe italien.

### Éditions
- Quaderni del carcere, sous la direction de F. Platone, Torino, 1948-1951
- Quaderni del carcere, sous la direction de V. Gerratana, Torino 1975
- Quaderni del carcere, sous la direction de V. Gerratana, 4 voll, Torino 2007  (ISBN 978-88-06-18649-4)
- "I Quaderni del carcere" avec liens intertextes vers les noms, les évènements, les mouvements politiques et culturels et les notes de lecture sous la direction de Luigi Anepeta (textes originaux tirés de www.gramscisource.org)